# Александров, Вячеслав Николаевич
Вячеслав Николаевич Александров (1892—1914) — поручик 6-го Сибирского стрелкового полка, герой Первой мировой войны.

## Биография
Сын капитана 6-го Сибирского стрелкового полка. Окончил Хабаровский кадетский корпус (1909) и Киевское военное училище (1911), откуда выпущен был подпоручиком в 7-й Сибирский стрелковый полк.
28 января 1912 года переведен в 6-й Сибирский стрелковый полк, в рядах которого и вступил в Первую мировую войну. Произведен в поручики 15 октября 1914 года «за выслугу лет». Убит 8 декабря 1914 года. Высочайшим приказом от 18 мая 1915 года посмертно удостоен ордена Святого Георгия 4-й степени
За то, что в бою у д. Дахово, в ночь с 7-го на 8-е декабря 1914 года, будучи начальником пулеметной команды и получив приказание под прикрытием роты занять пулеметами позицию на левом берегу р. Писи против д. Дахово и огнем их воспрепятствовать противнику обстрел боевого порядка полка во фланг, занял указанную ему позицию и, когда неприятельская батарея с противоположного берега из д. Дахово открыла фланговый огонь по наступающим ротам, огнем своих пулеметов привел к молчанию батарею противника, после чего передвинул 2 пулемета под огнем противника в окопы к мосту, откуда обстрелял окопы противника на правом берегу реки, при этом был смертельно ранен и смертью своей запечатлел содеянный им подвиг.